# Ballettens Datter
Ballettens Datter è un film muto del 1913 diretto da Holger-Madsen e interpretato da Rita Sacchetto, una nota ballerina tedesca dell'epoca che girò diversi film in Danimarca, spesso diretta da Holger Madsen.

## Trama
Il conte Croisset chiede alla ballerina Odette Blant di sposarlo, a condizione che lasci il teatro. Odette accetta, assicurandosi che non le mancherà il ballo quando sarà diventata contessa. Ma un giorno riceve un'offerta che non può rifiutare.

## Produzione
Il film fu prodotto dal Nordisk Films Kompagni.

## Distribuzione
Uscì nelle sale cinematografiche danesi il 26 settembre 1913. In Germania, venne proiettato come Odette ad Amburgo al Bach-Theater e al Central-Theater di Eilbeck il 20 giugno 1914 e al Central-Theater di Eimsbüttel il 26 giugno.
All'estero, il film è conosciuto con i titoli Danserinden, Odette, La Danseuse, A danzarina, Dansösen, Unjustly accused, La lailarina.